# 天主教盧薩卡總教區
天主教盧薩卡總教區（拉丁語：Archidioecesis Lusakensis）是贊比亞一個羅馬天主教教省總教區，下轄七個教區。是該國兩個總教區之一。

## 歷史
1927年7月14日設布羅肯希爾宗座監牧區，1946年6月13日易名。1950年7月14日升為代牧區。1959年4月25日升為總教區。

## 現況
總教區包括盧薩卡省和中央省西部一區。2011年有教友550,296人（佔轄區總人口24.0%）、六十個堂區、190名司鐸。現任總主教為泰萊斯福爾·喬治·姆蓬杜。已故的梅达多·马佐布韦總主教是該國首位國籍樞機。